# Comencya mohelica
Comencya mohelica är en skalbaggsart som beskrevs av Renaud Maurice Adrien Paulian 1961. Comencya mohelica ingår i släktet Comencya och familjen Melolonthidae. Inga underarter finns listade i Catalogue of Life.